# Cat Ballou – Hängen sollst du in Wyoming
Cat Ballou – Hängen sollst du in Wyoming ist eine US-amerikanische Westernkomödie aus dem Jahre 1965. Regisseur Elliot Silverstein inszenierte den Film nach einem Roman von Roy Chanslor. Im Stil von Moritaten erzählen zwei fahrende Musikanten, gespielt von Nat King Cole und Stubby Kaye, die Geschichte von Catherine Ballou, die sich von einer in einem Mädchenpensionat erzogenen jungen Dame in eine Gesetzlose verwandelt. Cat Ballou will die Mörder ihres Vaters und deren Hintermänner finden und überführen. Dazu übertritt sie mit ihren Helfern nicht nur zahlreiche Gesetze, sondern heuert auch einen abgehalfterten Revolverhelden an.

## Handlung
Catherine „Cat“ Ballou hat gerade ihre Ausbildung zur Lehrerin abgeschlossen. Im Zug in ihre Heimatstadt Wolf City begegnet sie dem in Polizeigewahrsam reisenden Viehdieb Clay Boone und dessen Onkel und Komplizen Jed, der als Pfarrer verkleidet Clay befreit. Auf der Flucht versteckt sich Clay in Cats Schlafwagenkabine und kommt ihr dabei nicht nur näher, sondern hinterlässt auch einen bleibenden Eindruck auf die junge Frau.
Auf der Farm ihres alten Vaters Frankie angekommen, erfährt Cat von dessen indianischem Knecht Jackson von den Problemen ihres Vaters: Die mächtige Developing Company möchte in Wolf City investieren und hat es auf Frankie Ballous Farm abgesehen. Da der alte Mann sich weigert, sein Land zu verkaufen, wird er von der ganzen Stadt ausgegrenzt und unter Druck gesetzt. Schließlich taucht der angeheuerte Killer Tim Strawn auf, um Frankie einzuschüchtern. Als Cat zufällig Clay und Jed wiedertrifft, erhofft sie sich von den beiden gesuchten Verbrechern Beistand gegen Strawn, doch die beiden stellen sich als eher konfliktscheue Pazifisten heraus. Schließlich schreibt Cat auf Jacksons Anregung einen Brief an den legendären Revolverhelden Kid Shelleen, den Helden vieler Wild-West-Romane, und bittet um seine Hilfe.
Doch als Kid Shelleen eintrifft, müssen Cat und ihre Freunde erkennen, dass er inzwischen ein altersmüder Alkoholiker ist, der nur betrunken halbwegs brauchbar ist. Kid Shelleen schläft seinen Rausch aus, als Strawn auf der Farm auftaucht und Cats Vater ermordet. Doch der Sheriff von Wolf City, der wie die ganze Stadt von der Developing Company gekauft worden ist, deckt Strawn gegen Cats Anschuldigungen, und die Farm wird enteignet. Cat schwört Rache und zieht sich mit ihren Freunden Clay, Jed, Jackson und Shelleen nach Poker Village zurück, einem heruntergekommenen Schlupfwinkel für abgehalfterte Halunken.
Um an Geld zu kommen und ihre Rache zu beginnen, überredet Cat ihre Freunde, mit ihr zusammen einen Transport von Lohngeldern der Developing Company zu überfallen; dazu zieht sie einen Plan aus einem von Kid Shelleens Romanen heran. Der Überfall gelingt, doch nun ist Cat eine gesuchte Verbrecherin, und Clay fühlt sich in Poker Village nicht länger sicher vor dem reichen Besitzer der Developing Company, Sir Harry Percival. Er versucht, Cat dazu zu überreden, mit dem Geld andernorts ein neues Leben zu beginnen, aber Cat dürstet weiter nach Rache.
Dies bringt Kid Shelleen, der für Cat schwärmt, dazu, sich endlich Strawn zu stellen. Mit Jacksons Hilfe nüchtert er sich aus und erlangt seine alte Klasse zurück. Er stellt Strawn in der Stadt und tötet ihn. Erst nach seiner Rückkehr erfahren Cat und die anderen, dass Strawn Shelleens Bruder war. Jetzt ist die ganze Stadt Wolf City hinter ihnen her. Shelleen, der vollkommen euphorisiert ist, will sich den Angreifern in einem letzten, glorreichen Gefecht stellen, während Clay erneut versucht, Cat zur Flucht zu überreden. Sie neigt eher seiner Meinung zu, doch als Clay vorschlägt, sie könnten heiraten, schreckt das Cat ab.
Fluchtartig verlässt Cat Poker Village und präsentiert sich Sir Harry Percival in verführerischer Aufmachung. Als sie es geschafft hat, mit ihm in seinem Schlafzimmer allein zu sein, zückt sie eine Waffe und will ihn zwingen, ein Geständnis des Mordauftrags für ihren Vater zu unterschreiben. Sir Harry glaubt nicht, dass Cat bereit ist, wirklich auf ihn zu schießen, und es kommt zu einer Rangelei, in deren Verlauf sich ein Schuss löst.
Sir Harry ist tot, und die ganze Stadt Wolf City zürnt Cat wegen des Mordes am Großinvestor. Sie wird zum Tode verurteilt. Doch als sie bereits die Schlinge um den Hals hat, gelingt es dem erneut als Pfarrer verkleideten Jed, sie zu befreien. Shelleen und Jackson decken ihre Flucht, als Cat schließlich doch mit Clay vereint in ein neues Leben aufbricht.

## Kritiken
- Joe Hembus urteilt, der Film sei „das erste und bekannteste Exemplar des von dem amerikanischen Kulturphilosophen Leslie Fiedler propagierten ‚Neuen Western‘, der ins Bewußtsein hebt, daß der Western wesentlich ein komisches Genre ist“.[1]

- Phil Hardy stellt fest, der Film sei nicht die erste Westernkomödie, aber mit Einnahmen von mehr als 20 Millionen Dollar die erfolgreichste. Zahlreiche Witze zündeten jedoch nicht, und der Regie von Silverstein gehe jedes Feingefühl ab. Der Erfolg des Films liege größtenteils an Marvins oscarprämierter Schauspielerleistung.[2]

- Der Rezensent der Wochenzeitung Die Zeit schreibt in der Ausgabe vom 17. September 1965: „Parodien auf den Western haben in der Regel etwas Abgestandenes an sich, weil sich schwer ein Genre parodieren läßt, das aus der gewissenhaften Repetition vertrauter Gesten und Konstellationen lebt und die Methode der Parodie selber schon vorwegnimmt. Elliot Silversteins Filmdebüt hat trotzdem auf der Berlinale viel Beifall bekommen, die Leute haben gelacht, und die Kritiker schrieben freundliche Zeilen. Leider läßt die deutsche Synchronfassung nicht mehr ahnen, warum, mit der Sprache des Originals ist auch sein Witz zerstört, übriggeblieben ist eine Klamotte im oberbayrischen Stil, die den Besuch nicht lohnt.“[3]

- Dagegen voll des Lobes zeigt sich der Evangelische Film-Beobachter: „Ein gut gemachtes Western-Musical, das seinen augenzwinkernden Spaß mit den ehrwürdigen Bestandteilen echter Westernstories treibt, ohne zu verstimmen. So bleibt ein unbeschwertes Vergnügen für alt und jung ab 14.“[4]

## Auszeichnungen
- 1965 – Berlinale 1965 Silberner Bär: Bester Schauspieler (Lee Marvin)
- 1965 – Berlinale: Besondere Erwähnung Walter Newman und Frank Pierson
- 1966 – Oscar: Bester Hauptdarsteller (Lee Marvin)
- 1966 – Golden Globe: Bester Schauspieler Musical/Komödie (Lee Marvin)
- 1966 – Golden-Globe-Nominierung als Bester Nachwuchsschauspieler: Tom Nardini
- 1966 – National Board of Review: Bester Darsteller (Lee Marvin)
- 1966 – British Film Academy Award: Bester ausländischer Darsteller (Lee Marvin)
- 1966 – Laurel Award für Jane Fonda und Lee Marvin, 2. Platz für das Lied The Ballad of Cat Ballou von Jerry Livingston und Mack David

## Synchronisation
Die Synchronisation wurde von der Berliner Ultra-Film Synchron GmbH nach einem Dialogbuch von Marcel Valmy (hier als Wolfgang Schnitzler) unter der Dialogregie von Josef Wolf besorgt.
Die Hauptrollen wurden von Wolfgang Lukschy (Lee Marvin) und Heidi Treutler (Jane Fonda) übernommen. Eckart Dux (Michael Callan), Harald Leipnitz (Dwayne Hickman) und Herbert Stass (Tom Nardini) sprachen die führenden Nebenrollen. Die Rollen der Bänkelsänger übernahmen Bill Ramsey (Nat King Cole) und Eddi Arent (Stubby Kaye).